# Casa Museo Freud (Londres)
El Freud Museum, en el 20 de Maresfield Gardens en Hampstead, fue la casa de Sigmund Freud y su familia cuando escaparon de la anexión nazi de Austria en 1938. Siguió siendo la casa familiar hasta que Anna Freud, la hija menor, murió en 1982. La pieza central del museo es el estudio de Freud, conservado tal y como era en vida. El Museo Freud conmemora y elucida la obra de Sigmund y Anna Freud y preserva su ambiente de trabajo.
El museo está abierto al público de miércoles a domingo, de 12:00 a 17:00. También organiza programas de investigación y publicaciones y tiene un servicio educativo que organiza seminarios, conferencias y visitas especiales al museo. El museo es miembro de The London Museums of Health & Medicine.
Hay otros dos museos de Freud, la Casa Museo Freud en Viena, y otro que ha abierto recientemente en Příbor, República Checa, en la casa donde nació Sigmund Freud. Este último fue inaugurado por el presidente Václav Klaus y cuatro de los bisnietos de Freud.

## Historia
En 1938, el fundador del psicoanálisis, Sigmund Freud, abandonó Viena después de la anexión nazi de Austria (el Anschluss) y se trasladó a Londres, fijando su residencia en 20 Maresfield Gardens en Hampstead, uno de los suburbios de Londres. La casa acababa de ser terminada de construir tan solo en 1920 en el estilo arquitectónico Reina Ana. Un pequeño cuarto de sol en un estilo moderno fue añadido ese mismo año a la parte posterior por Ernst Ludwig Freud. Freud tenía más de ochenta años en ese momento, y murió el año siguiente, pero la casa permaneció vinculada a su familia hasta que su hija menor Anna Freud, que fue una pionera de la terapia infantil, murió en 1982.
Los Freud lograron trasladar todos sus muebles y enseres domésticos a Londres. La exposición estrella del museo es el diván psicoanalítico de Freud, erróneamente vinculado a la Casa Museo Freud en Viena. También hay cofres, mesas y armarios Biedermeier, y una colección de mobiliario austríaco rústico pintado de los siglos XVIII y XIX. El museo posee la colección de Freud de antigüedades egipcias, griegas, romanas y orientales, y su biblioteca de consulta. La colección incluye un retrato de Freud por Salvador Dalí.

## El estudio

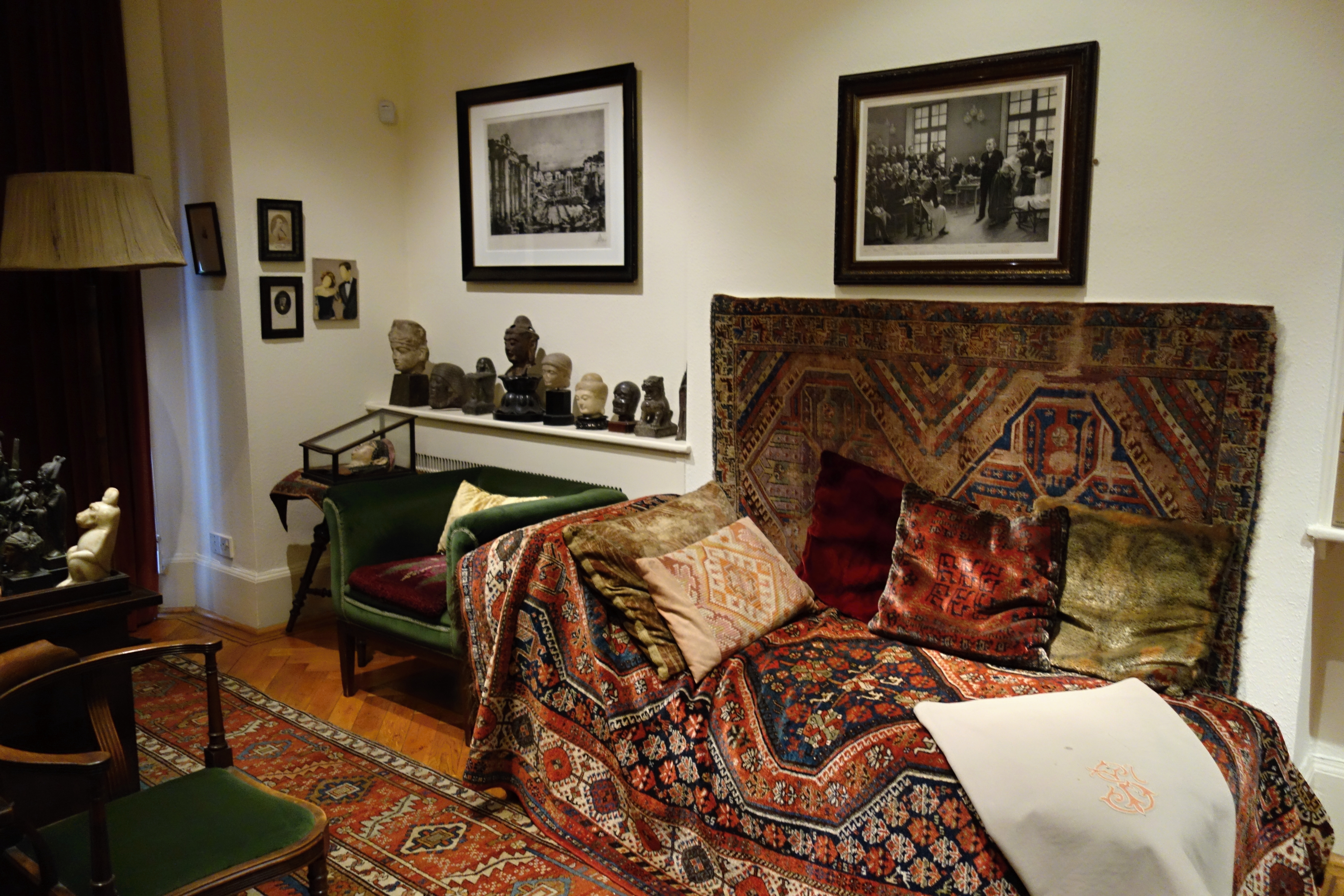
Estudio y diván.

El estudio y la biblioteca fueron conservados por Anna Freud después de la muerte de su padre. La estantería detrás del escritorio de Freud contiene algunos de sus autores favoritos: no sólo Goethe y Shakespeare sino también Heine, Multatuli y Anatole France. Freud reconoció que poetas y filósofos habían obtenido información del inconsciente tal y como el psicoanálisis trató de explicar sistemáticamente. Además de los libros, la biblioteca contiene varios cuadros colgados tal como Freud los dispuso; incluyen Edipo y el enigma de la Esfinge y La lección del Dr. Charcot, además de fotografías de Martha Freud, Lou Andreas-Salomé, Yvette Guilbert, Marie Bonaparte y Ernst von Fleischl.
La sala contiene el sofá analítico original traído de Berggasse 19 en el que los pacientes se reclinaban cómodamente mientras Freud, sentado fuera de su vista en una butaca verde de respaldo cóncavo, escuchaba su asociación libre. Se les pedía decir todo lo que les venía a la mente sin examinar o seleccionar información conscientemente. Este método se convirtió en el fundamento sobre el cual se edificó el psicoanálisis.

## Antigüedades

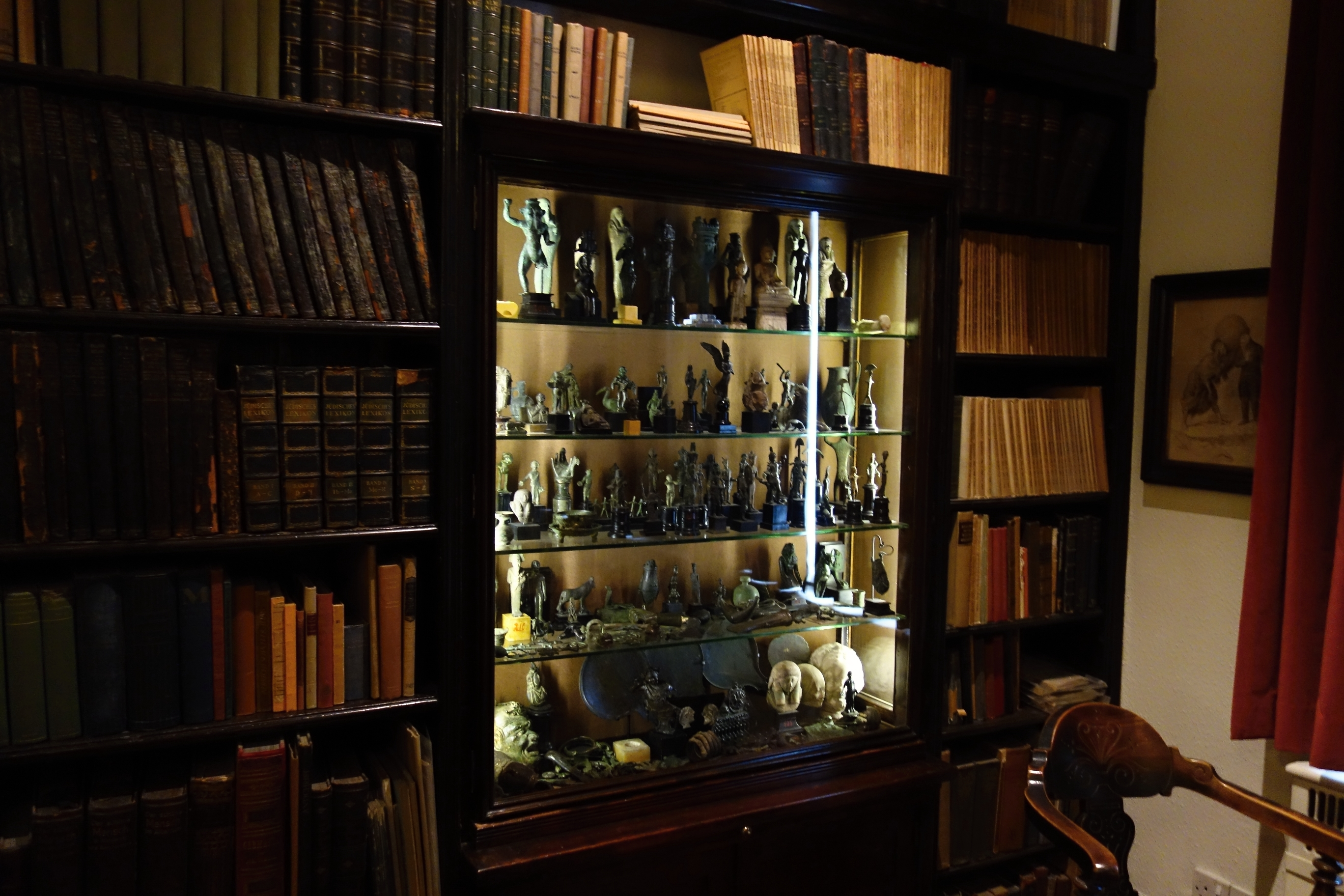
Libros y antigüedades.

El estudio está lleno de antigüedades de la antigua Grecia, Roma, Egipto y Oriente. Freud visitó muchos sitios arqueológicos (aunque no Egipto), pero la mayor parte de la colección fue adquirida de distribuidores en Viena. Confesó que su pasión por el coleccionismo sólo era superada por su adicción al tabaco. Sin embargo, la importancia de la colección es evidente también en el uso por Freud de la arqueología como una metáfora para el psicoanálisis. Un ejemplo de esto es la explicación de Freud a un paciente de que el material consciente se "desgasta" mientras que lo que es inconsciente es relativamente inmutable: "Ilustré mis observaciones señalando los objetos antiguos de mi habitación. Ellos eran, de hecho, dije, tan sólo objetos hallados en una tumba y su entierro había sido su preservación".

## Sala de exposiciones
Hay una sala de exposiciones temporales que alberga arte contemporáneo alternativo y exposiciones temáticas de Freud. Instalaciones artísticas suelen utilizar varias salas en el museo, como la notable exposición A Visit to Freud’s de Uli Eigne. Una lista completa de exposiciones pasadas y futuras se puede encontrar aquí.

## Jardín

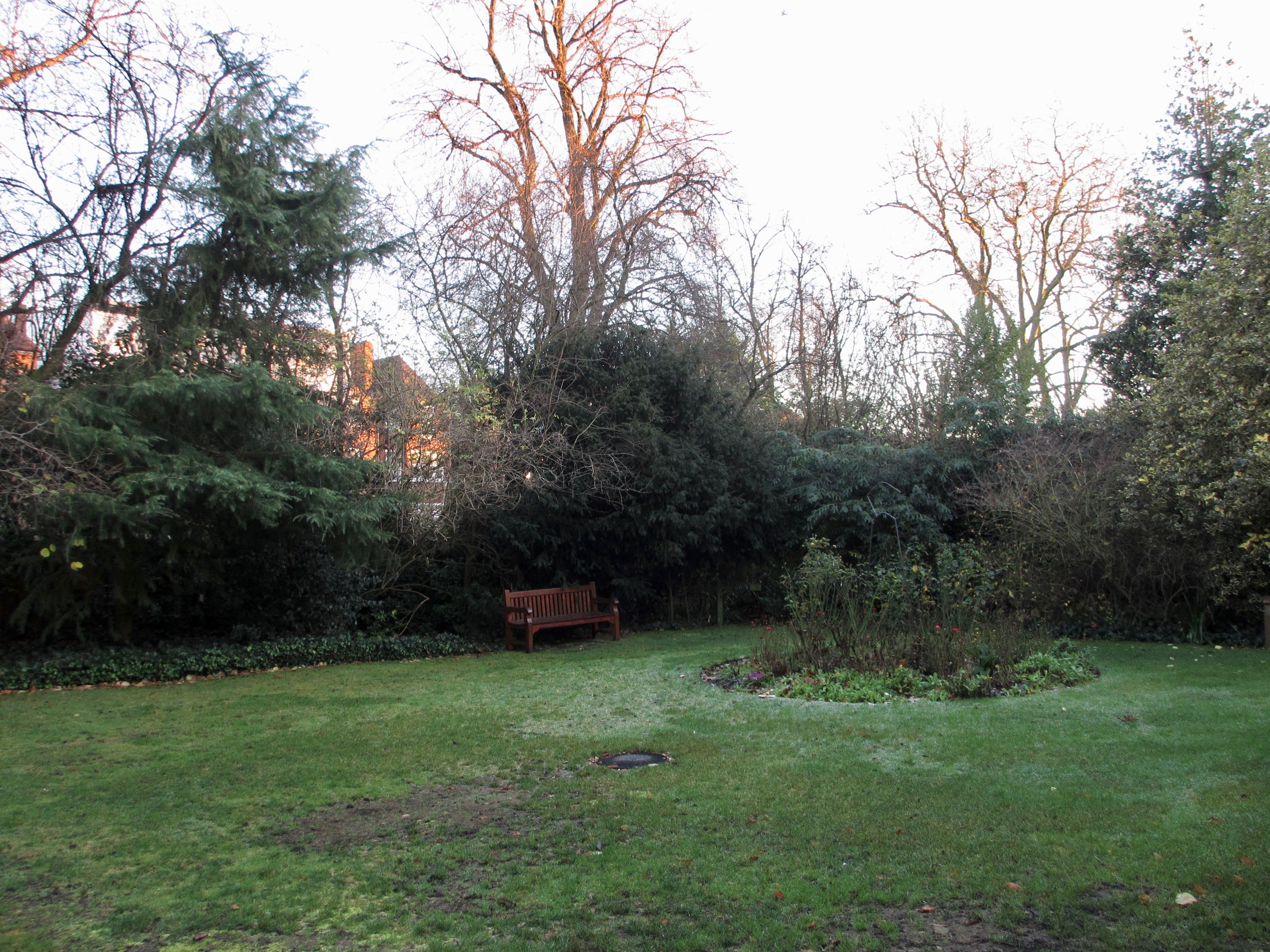
Jardín.

Cuando Freud escribió "Lo tenemos incomparablemente mejor que en Berggasse e incluso que en Grinzing", no estaba tan solo comparando favorablemente las espaciosas habitaciones con grandes ventanales a los pequeños apartamentos oscuros en Viena. Tanto Sigmund como Anna Freud amaban el jardín, que es mantenido aun meticulosamente, y contiene muchas de las mismas plantas de las cuales Freud era tan aficionado. Las alteraciones del jardín con el cambio de estaciones reflejaban sus propios intereses y etapas de la vida, al igual que los artefactos clásicos que el Dr. Freud tenía sobre su escritorio.
El jardín hoy está en gran parte como Freud lo conocía, desde la maceta de terracota, conteniendo un geranio rojo (con la paleta de Anna Freud todavía al lado), a la cama de flores circular a la derecha del jardín, y el banco curvo y las mesas en el lado izquierdo protegido del sol. El gran pino en la parte trasera del jardín le llegaba a la altura de la rodilla a Anna Freud cuando lo plantó por primera vez, y las rosas, clematis, hortensias, ciruelos y almendros son todas plantas originales de la época en que los Freud vinieron a vivir por primera vez a Maresfield Gardens.

## Localización

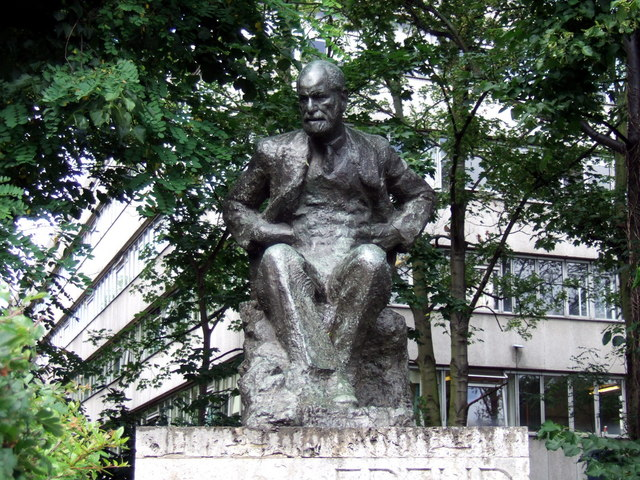
Estatua de Sigmund Freud de Oscar Nemon, a dos minutos andando desde el Freud Museum. En la esquina de Fitzjohns Avenue y Belsize Lane.

El Freud Museum está ubicado en 20 Maresfield Gardens en South Hampstead, Londres.
En metro
Tome la Jubilee Line o Metropolitan Line hasta la estación de Finchley Road (tenga en cuenta que esta estación se encuentra en Zona 2). Al salir de la estación cruce Finchley Road y gire a la derecha. A la altura del Natwest Bank gire hacia la izquierda hacia Trinity Walk. En la parte superior de este camino llegará a Maresfield Gardens.
En coche
Desde Central London siga la Finchley Road (A41) hacia el norte hasta Swiss Cottage. En la intersección de Swiss Cottage, siga la señal a Hampstead. Esto le llevará hasta Fitzjohns Avenue. Después de los semáforos en Swiss Cottage, tome la 3 ª a la izquierda en Nutley Terrace. Maresfield Gardens es la primera a la izquierda de esta carretera.